# 10005 Chernega
10005 Chernega (Provisorisk beteckning: 1976 SS2) är en asteroid i asteroidbältet, upptäckt 24 september 1976 av den rysk-sovjetiske astronomen N. S. Tjernych vid Krims astrofysiska observatorium på Krim. Asteroiden har fått sitt namn efter Nikolaj Akimovitj Tjernega, chefen för astronomiinstitutionen vid Kievs universitet 1961–1968.